# Major League Baseball 2009
La stagione 2009 della MLB si è aperta il 5 aprile 2009 con l'incontro tra gli Atlanta Braves e i Philadelphia Phillies conclusosi 4-1. Al termine della stagione regolare sono stati registrati 73 385 022 spettatori, con una media di 30 324 spettatori a incontro.
La stagione regolare si è conclusa il 6 ottobre 2009, con due giorni di ritardo rispetto al calendario previsto, per consentire lo svolgimento della partita di spareggio tra i Detroit Tigers e i Minnesota Twins valevole per l'assegnazione del titolo della Central Division della American League.
Le World Series 2009 si sono disputate tra il 28 ottobre e il 4 novembre e sono state vinte dai New York Yankees, per la ventisettesima volta nella loro storia, per 4 partite a 2 sui Philadelphia Phillies.

## Regular Season

### American League
East Division
| # | Squadra           | Vittorie | Sconfitte | Perc. | Diff. |
| - | ----------------- | -------- | --------- | ----- | ----- |
| 1 | New York Yankees  | 103      | 59        | .636  | —     |
| 2 | Boston Red Sox    | 95       | 67        | .586  | 8.0   |
| 3 | Tampa Bay Rays    | 84       | 78        | .519  | 19.0  |
| 4 | Toronto Blue Jays | 75       | 87        | .463  | 28.0  |
| 5 | Baltimore Orioles | 64       | 98        | .395  | 39.0  |

Central Division
| # | Squadra            | Vittorie | Sconfitte | Perc. | Diff. |
| - | ------------------ | -------- | --------- | ----- | ----- |
| 1 | Minnesota Twins    | 87       | 76        | .534  | —     |
| 2 | Detroit Tigers     | 86       | 77        | .528  | 1.0   |
| 3 | Chicago White Sox  | 79       | 83        | .488  | 7.5   |
| 4 | Cleveland Indians  | 65       | 97        | .401  | 21.5  |
| 4 | Kansas City Royals | 65       | 97        | .401  | 21.5  |

West Division
| # | Squadra            | Vittorie | Sconfitte | Perc. | Diff. |
| - | ------------------ | -------- | --------- | ----- | ----- |
| 1 | Los Angeles Angels | 97       | 65        | .599  | —     |
| 2 | Texas Rangers      | 87       | 75        | .537  | 10.0  |
| 3 | Seattle Mariners   | 85       | 77        | .525  | 12.0  |
| 4 | Oakland Athletics  | 75       | 87        | .463  | 22.0  |

     Vincitore Division
     Wild Card

### National League
East Division
| # | Squadra               | Vittorie | Sconfitte | Perc. | Diff. |
| - | --------------------- | -------- | --------- | ----- | ----- |
| 1 | Philadelphia Phillies | 93       | 69        | .574  | —     |
| 2 | Florida Marlins       | 87       | 75        | .537  | 6.0   |
| 3 | Atlanta Braves        | 86       | 76        | .531  | 7.0   |
| 4 | New York Mets         | 70       | 92        | .432  | 23.0  |
| 5 | Washington Nationals  | 59       | 103       | .364  | 34.0  |

Central Division
| # | Squadra             | Vittorie | Sconfitte | Perc. | Diff. |
| - | ------------------- | -------- | --------- | ----- | ----- |
| 1 | St. Louis Cardinals | 91       | 71        | .562  | —     |
| 2 | Chicago Cubs        | 83       | 78        | .516  | 7.5   |
| 3 | Milwaukee Brewers   | 80       | 82        | .494  | 11.0  |
| 4 | Cincinnati Reds     | 78       | 84        | .481  | 13.0  |
| 5 | Houston Astros      | 74       | 88        | .457  | 17.0  |
| 6 | Pittsburgh Pirates  | 62       | 99        | .385  | 28.5  |

West Division
| # | Squadra              | Vittorie | Sconfitte | Perc. | Diff. |
| - | -------------------- | -------- | --------- | ----- | ----- |
| 1 | Los Angeles Dodgers  | 95       | 67        | .586  | —     |
| 2 | Colorado Rockies     | 92       | 70        | .568  | 3.0   |
| 3 | San Francisco Giants | 88       | 74        | .543  | 7.0   |
| 4 | San Diego Padres     | 75       | 87        | .463  | 20.0  |
| 5 | Arizona Diamondbacks | 70       | 92        | .432  | 25.0  |

     Vincitore Division
     Wild Card

### All-Star Game
L'All-Star Game si è giocato il 14 luglio 2009 al Busch Stadium di St. Louis, Missouri ed ha visto prevalere la selezione dell'American League per 4-3.
|             | 1 | 2 | 3 | 4 | 5 | 6 | 7 | 8 | 9 | R | H | E |
| ----------- | - | - | - | - | - | - | - | - | - | - | - | - |
| AL All-Star | 2 | 0 | 0 | 0 | 1 | 0 | 0 | 1 | 0 | 4 | 8 | 1 |
| NL All-Star | 0 | 3 | 0 | 0 | 0 | 0 | 0 | 0 | 0 | 3 | 5 | 1 |

### Record Individuali

#### American League
Battitori
| Stat. | Giocatore       | Squadra          | Totale |
| ----- | --------------- | ---------------- | ------ |
| AVG   | Joe Mauer       | Minnesota Twins  | .365   |
| HR    | Carlos Peña     | Tampa Bay Rays   | 39     |
| HR    | Mark Teixeira   | New York Yankees | 39     |
| RBI   | Mark Teixeira   | New York Yankees | 122    |
| R     | Dustin Pedroia  | Boston Red Sox   | 115    |
| H     | Ichirō Suzuki   | Seattle Mariners | 225    |
| SB    | Jacoby Ellsbury | Boston Red Sox   | 70     |

Lanciatori
| Stat. | Giocatore        | Squadra            | Totale |
| ----- | ---------------- | ------------------ | ------ |
| W     | Justin Verlander | Detroit Tigers     | 19     |
| W     | CC Sabathia      | New York Yankees   | 19     |
| W     | Félix Hernández  | Seattle Mariners   | 19     |
| L     | Jeremy Guthrie   | Baltimore Orioles  | 17     |
| ERA   | Zack Greinke     | Kansas City Royals | 2.16   |
| K     | Justin Verlander | Detroit Tigers     | 269    |
| IP    | Justin Verlander | Detroit Tigers     | 240    |
| SV    | Brian Fuentes    | Los Angeles Angels | 48     |

#### National League
Battitori
| Stat. | Giocatore      | Squadra               | Totale |
| ----- | -------------- | --------------------- | ------ |
| AVG   | Hanley Ramírez | Florida Marlins       | .342   |
| HR    | Albert Pujols  | St. Louis Cardinals   | 47     |
| RBI   | Prince Fielder | Milwaukee Brewers     | 141    |
| RBI   | Ryan Howard    | Philadelphia Phillies | 141    |
| R     | Albert Pujols  | St. Louis Cardinals   | 124    |
| H     | Ryan Braun     | Milwaukee Brewers     | 203    |
| SB    | Michael Bourn  | Houston Astros        | 61     |

Lanciatori
| Stat. | Giocatore       | Squadra              | Totale |
| ----- | --------------- | -------------------- | ------ |
| W     | Adam Wainwright | St. Louis Cardinals  | 19     |
| L     | Zack Duke       | Pittsburgh Pirates   | 16     |
| ERA   | Chris Carpenter | St. Louis Cardinals  | 2.24   |
| K     | Tim Lincecum    | San Francisco Giants | 261    |
| IP    | Adam Wainwright | St. Louis Cardinals  | 233    |
| SV    | Heath Bell      | San Diego Padres     | 42     |

## Postseason
|  | Division Series | Division Series     | Division Series       |                       |                       | Championship Series | Championship Series | Championship Series |  |  | World Series | World Series     | World Series |
|  |                 |                     |                       |                       |                       |                     |                     |                     |  |  |              |                  |              |
|  | 1               | New York Yankees    | 3                     |                       |                       |                     |                     |                     |  |  |              |                  |              |
|  | 3               | Minnesota Twins     | 0                     |                       |                       |                     |                     |                     |  |  |              |                  |              |
|  | 3               | Minnesota Twins     | 0                     |                       | 1                     | New York Yankees    | 4                   |                     |  |  |              |                  |              |
|  |                 |                     |                       |                       | 1                     | New York Yankees    | 4                   |                     |  |  |              |                  |              |
|  |                 | 2                   | Los Angeles Angels    | 2                     |                       |                     |                     |                     |  |  |              |                  |              |
|  | 2               | 2                   | Los Angeles Angels    | 2                     | Los Angeles Angels    | 3                   |                     |                     |  |  |              |                  |              |
|  | 2               |                     |                       |                       | Los Angeles Angels    | 3                   |                     |                     |  |  |              |                  |              |
|  | WC              | Boston Red Sox      | 0                     |                       |                       |                     |                     |                     |  |  |              |                  |              |
|  |                 |                     |                       |                       |                       |                     |                     |                     |  |  | AL           | New York Yankees | 4            |
|  |                 |                     | NL                    | Philadelphia Phillies | 2                     |                     |                     |                     |  |  |              |                  |              |
|  | 1               | Los Angeles Dodgers | 3                     |                       |                       |                     |                     |                     |  |  |              |                  |              |
|  | 3               | St. Louis Cardinals | 0                     |                       |                       |                     |                     |                     |  |  |              |                  |              |
|  | 3               | St. Louis Cardinals | 0                     |                       | 1                     | Los Angeles Dodgers | 1                   |                     |  |  |              |                  |              |
|  |                 |                     |                       |                       | 1                     | Los Angeles Dodgers | 1                   |                     |  |  |              |                  |              |
|  |                 | 2                   | Philadelphia Phillies | 4                     |                       |                     |                     |                     |  |  |              |                  |              |
|  | 2               | 2                   | Philadelphia Phillies | 4                     | Philadelphia Phillies | 3                   |                     |                     |  |  |              |                  |              |
|  | 2               |                     |                       |                       | Philadelphia Phillies | 3                   |                     |                     |  |  |              |                  |              |
|  | WC              | Colorado Rockies    | 1                     |                       |                       |                     |                     |                     |  |  |              |                  |              |

### Division Series
American League
| Data                                  | Squadra di casa  | Squadra ospite   | Ris. |
| ------------------------------------- | ---------------- | ---------------- | ---- |
| 7 ottobre                             | New York Yankees | Minnesota Twins  | 7-2  |
| 9 ottobre                             | New York Yankees | Minnesota Twins  | 4-3  |
| 11 ottobre                            | Minnesota Twins  | New York Yankees | 1-4  |
| New York Yankees vincono la serie 3-0 |                  |                  |      |

| Data                                    | Squadra di casa    | Squadra ospite     | Ris. |
| --------------------------------------- | ------------------ | ------------------ | ---- |
| 8 ottobre                               | Los Angeles Angels | Boston Red Sox     | 5-0  |
| 9 ottobre                               | Los Angeles Angels | Boston Red Sox     | 4-1  |
| 11 ottobre                              | Boston Red Sox     | Los Angeles Angels | 6-7  |
| Los Angeles Angels vincono la serie 3-0 |                    |                    |      |

National League
| Data                                     | Squadra di casa     | Squadra ospite      | Ris. |
| ---------------------------------------- | ------------------- | ------------------- | ---- |
| 7 ottobre                                | Los Angeles Dodgers | St. Louis Cardinals | 5-3  |
| 8 ottobre                                | Los Angeles Dodgers | St. Louis Cardinals | 3-2  |
| 10 ottobre                               | St. Louis Cardinals | Los Angeles Dodgers | 1-5  |
| Los Angeles Dodgers vincono la serie 3-0 |                     |                     |      |

| Data                                       | Squadra di casa       | Squadra ospite        | Ris. |
| ------------------------------------------ | --------------------- | --------------------- | ---- |
| 7 ottobre                                  | Philadelphia Phillies | Colorado Rockies      | 5-1  |
| 8 ottobre                                  | Philadelphia Phillies | Colorado Rockies      | 4-5  |
| 11 ottobre                                 | Colorado Rockies      | Philadelphia Phillies | 5-6  |
| 12 ottobre                                 | Colorado Rockies      | Philadelphia Phillies | 4-5  |
| Philadelphia Phillies vincono la serie 3-1 |                       |                       |      |

### League Championship Series
American League
| Data                                  | Squadra di casa    | Squadra ospite     | Ris. |
| ------------------------------------- | ------------------ | ------------------ | ---- |
| 16 ottobre                            | New York Yankees   | Los Angeles Angels | 4-1  |
| 17 ottobre                            | New York Yankees   | Los Angeles Angels | 4-3  |
| 19 ottobre                            | Los Angeles Angels | New York Yankees   | 5-4  |
| 20 ottobre                            | Los Angeles Angels | New York Yankees   | 1-10 |
| 22 ottobre                            | Los Angeles Angels | New York Yankees   | 7-6  |
| 25 ottobre                            | New York Yankees   | Los Angeles Angels | 5-2  |
| New York Yankees vincono la serie 4-2 |                    |                    |      |

National League
| Data                                       | Squadra di casa       | Squadra ospite        | Ris. |
| ------------------------------------------ | --------------------- | --------------------- | ---- |
| 15 ottobre                                 | Los Angeles Dodgers   | Philadelphia Phillies | 6-8  |
| 16 ottobre                                 | Los Angeles Dodgers   | Philadelphia Phillies | 2-1  |
| 18 ottobre                                 | Philadelphia Phillies | Los Angeles Dodgers   | 11-0 |
| 19 ottobre                                 | Philadelphia Phillies | Los Angeles Dodgers   | 5-4  |
| 21 ottobre                                 | Philadelphia Phillies | Los Angeles Dodgers   | 10-4 |
| Philadelphia Phillies vincono la serie 4-1 |                       |                       |      |

### World Series
| Data                                  | Squadra di casa       | Squadra ospite        | Ris. |
| ------------------------------------- | --------------------- | --------------------- | ---- |
| 28 ottobre                            | New York Yankees      | Philadelphia Phillies | 1-6  |
| 29 ottobre                            | New York Yankees      | Philadelphia Phillies | 3-1  |
| 31 ottobre                            | Philadelphia Phillies | New York Yankees      | 5-8  |
| 1º novembre                           | Philadelphia Phillies | New York Yankees      | 4-7  |
| 2 novembre                            | Philadelphia Phillies | New York Yankees      | 8-6  |
| 4 novembre                            | New York Yankees      | Philadelphia Phillies | 7-3  |
| New York Yankees vincono la serie 4-2 |                       |                       |      |

## Premi
Miglior giocatore della stagione
|    | Giocatore     | Squadra             |
| -- | ------------- | ------------------- |
| AL | Joe Mauer     | Minnesota Twins     |
| NL | Albert Pujols | St. Louis Cardinals |

Rookie dell'anno
|    | Giocatore     | Squadra           |
| -- | ------------- | ----------------- |
| AL | Andrew Bailey | Oakland Athletics |
| NL | Chris Coghlan | Florida Marlins   |

Miglior giocatore delle World Series
| Giocatore     | Squadra          |
| ------------- | ---------------- |
| Hideki Matsui | New York Yankees |